# 詹姆斯·斯卡林
詹姆士·亨利·斯卡林（英語：James Henry Scullin，1876年9月18日—1953年1月28日），昵称“吉姆·斯卡林”（Jim Scullin），是澳大利亚工党籍政治家，第九任澳大利亚总理。斯卡林1929年带领工党赢得大选。就职两天后发生1929年华尔街股灾，并在澳大利亚引发大萧条。斯卡林政府因此被经济危机困扰，同时人际关系问题和政策分歧导致党内分裂为三派，因此1931年末政府倒台。虽然他的总理任期内政府相当混乱，斯卡林在世时一直是工党劳工运动内的领导人物，在卸任总理后在党内担任要职直到1949年退休。
斯卡林的父母是工人阶级的爱尔兰移民，斯卡林早年在巴拉瑞特做过劳力工并经营过杂货铺。他自学了文化知识，并热衷辩论，在1903加入工党，开始了跨越50年的政治生涯。入党后，他担任了政治组织职务和党营报刊编辑，1910年首次入选澳大利亚众议院，1922年再次当选并担任议员至1949年。在国会，斯卡林很快成为工党的领导性人物之一，1927年成为副党魁，1928年成为党魁、反对党领袖。
1929年大选中，斯卡林带领工党夺得压倒性胜利，但几天后事态就发生戏剧性变化。华尔街危机迅速导致席卷全球的大萧条危机，澳大利亚由于负债较高受到特别大的冲击。作为反应，斯卡林和他的财政大臣泰德·西奥多在1930年和1931年数次制定了基于赤字财政以及扩张性货币政策的计划，偿还外债、减轻农民负担以及采用经济刺激政策缓解失业率。虽然在30年代末随着经济学界的“凯恩斯革命”这类政策会在西方国家广泛受到接受，在1931年的时候这种政策还被认为是非常激进的，反对者认为这种政策会引起超级通货膨胀和经济毁灭。因此在实行政策时，斯卡林政府屡屡受到仍被保守党派控制的参议院、观点保守的联邦银行董事局以及国家借贷理事会的阻挠。
面对着政府破产的威胁，斯卡林被迫妥协，接受了“州长计划”，此计划由数州州长商定，于联邦政府计划相比要保守的多，主要以缩减政府开支来应对危机。开支缩减对领退休金的老人以及其他工党的核心支持群体影响特别大，在国会内引起党团叛乱，发生多起议员倒戈。在经历数月的内讧之后斯卡林政府倒台，在接下去的1931年的联邦大选中工党被新成立的統一澳洲黨以决定性的多数击败。
此后斯卡林留任党魁达四年之久，但党内的分裂一直到1935年斯卡林卸任、成为后座议员后才得以缓解。斯卡林成为党内受尊敬的元老人物，特别在税收和政府财政方面成为专家，在工党1941年重新执政后为这两方面的改革政策作出相当贡献。虽然斯卡林对自己的总理任期较失望，但他在有生之年看到他的许多政见在后来的工党政府治下付诸实行。1953年去世，安葬於墨爾本公墓。
| 官衔                   | 官衔                         | 官衔                   |
| ---------------------- | ---------------------------- | ---------------------- |
| 前任者： 斯坦利·布鲁斯 | 澳大利亞總理 1929 – 1932     | 繼任者： 约瑟夫·莱昂斯 |
| 政党职务               |                              |                        |
| 前任者： 马修·查尔顿   | 澳大利亞工黨領袖 1928 – 1935 | 繼任者： 約翰·柯廷     |